# Apalone spinifera
Apalone spinifera är en sköldpaddsart som beskrevs av den franske naturalisten Charles Alexandre Lesueur 1827. Apalone spinifera ingår i släktet Apalone och familjen lädersköldpaddor. IUCN kategoriserar arten globalt som livskraftig.
Arten förekommer från södra Kanada över USA till centrala Mexiko.

## Underarter
Arten delas in i följande underarter:
- A. s. aspera
- A. s. ater
- A. s. emoryi
- A. s. guadalupensis
- A. s. hartwegi
- A. s. pallida
- A. s. spinifera

## Bildgalleri

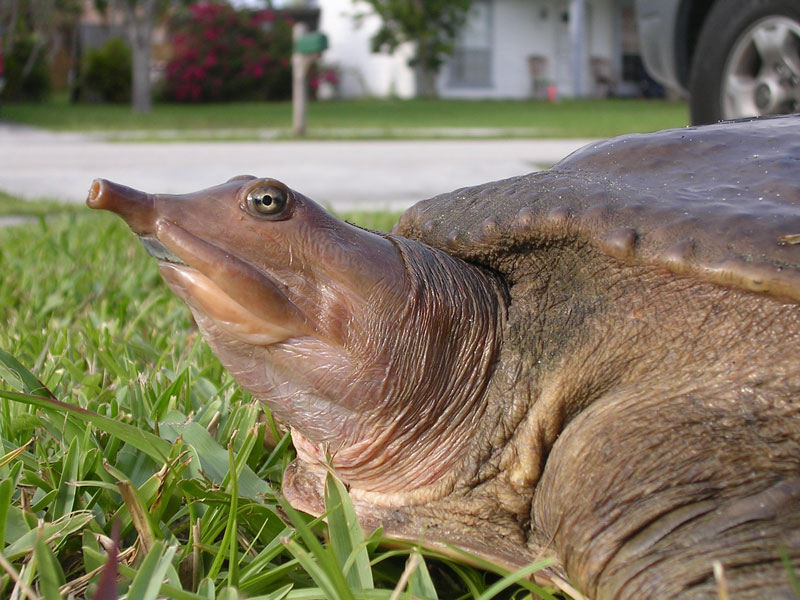
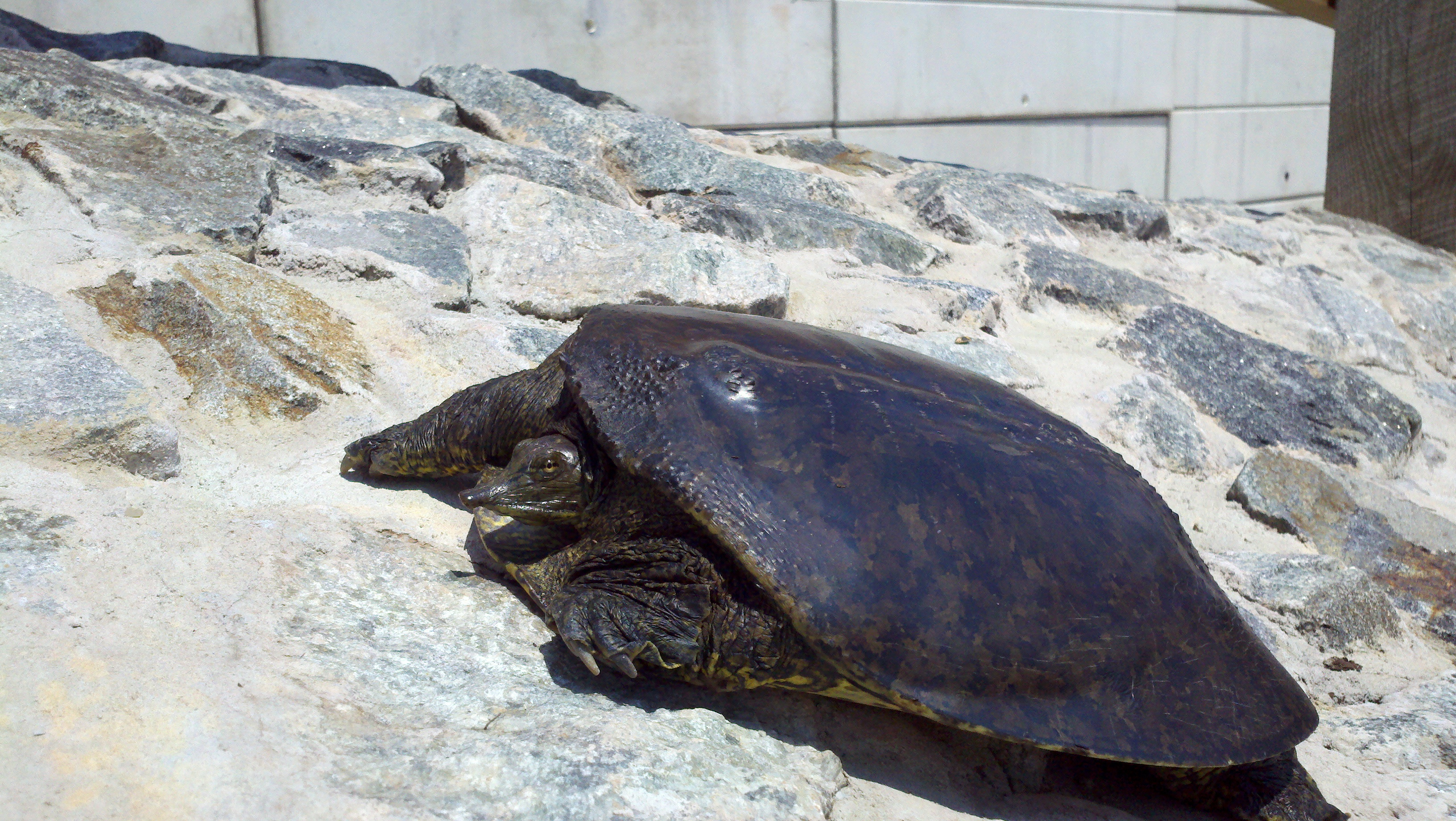
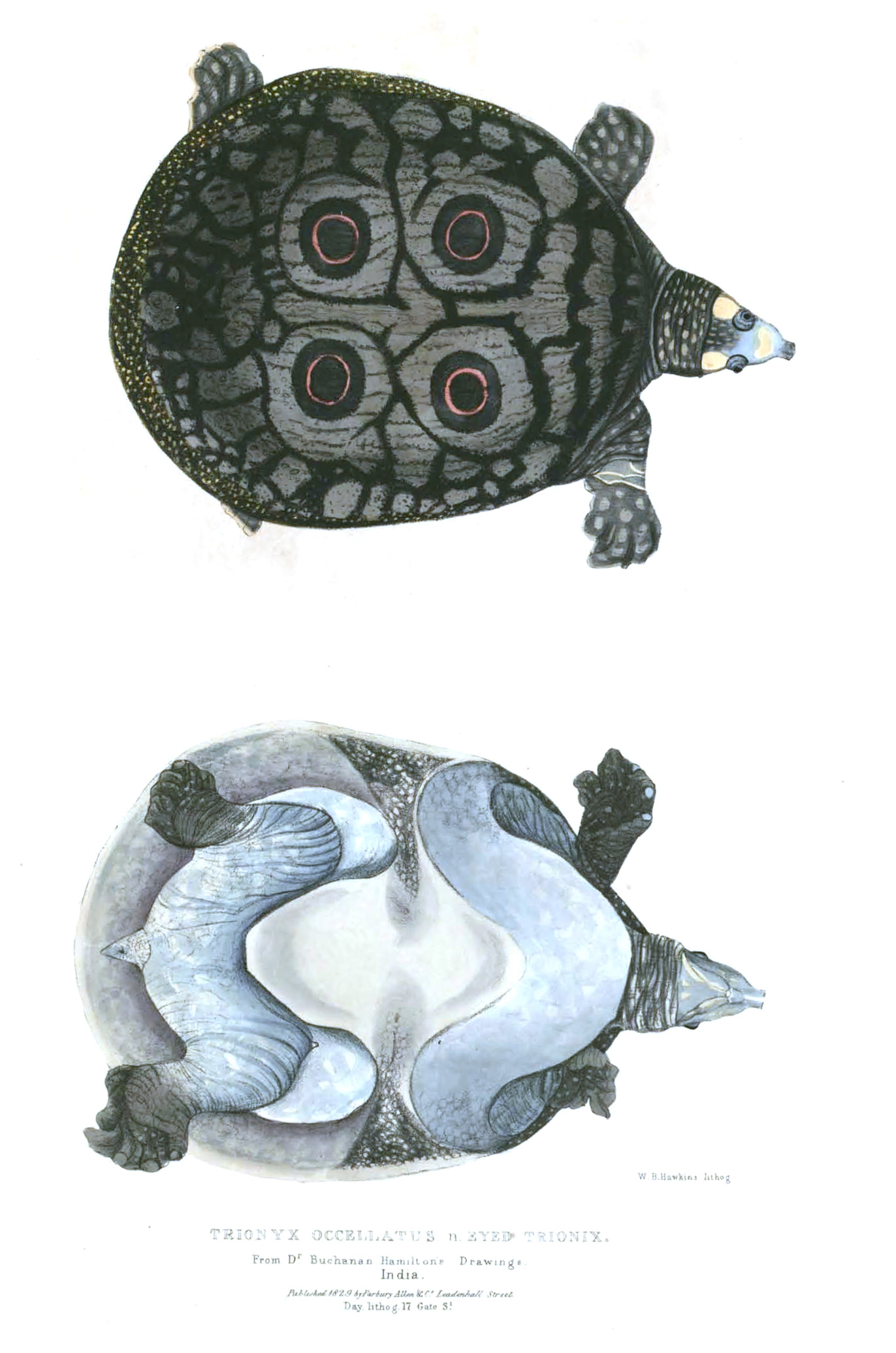
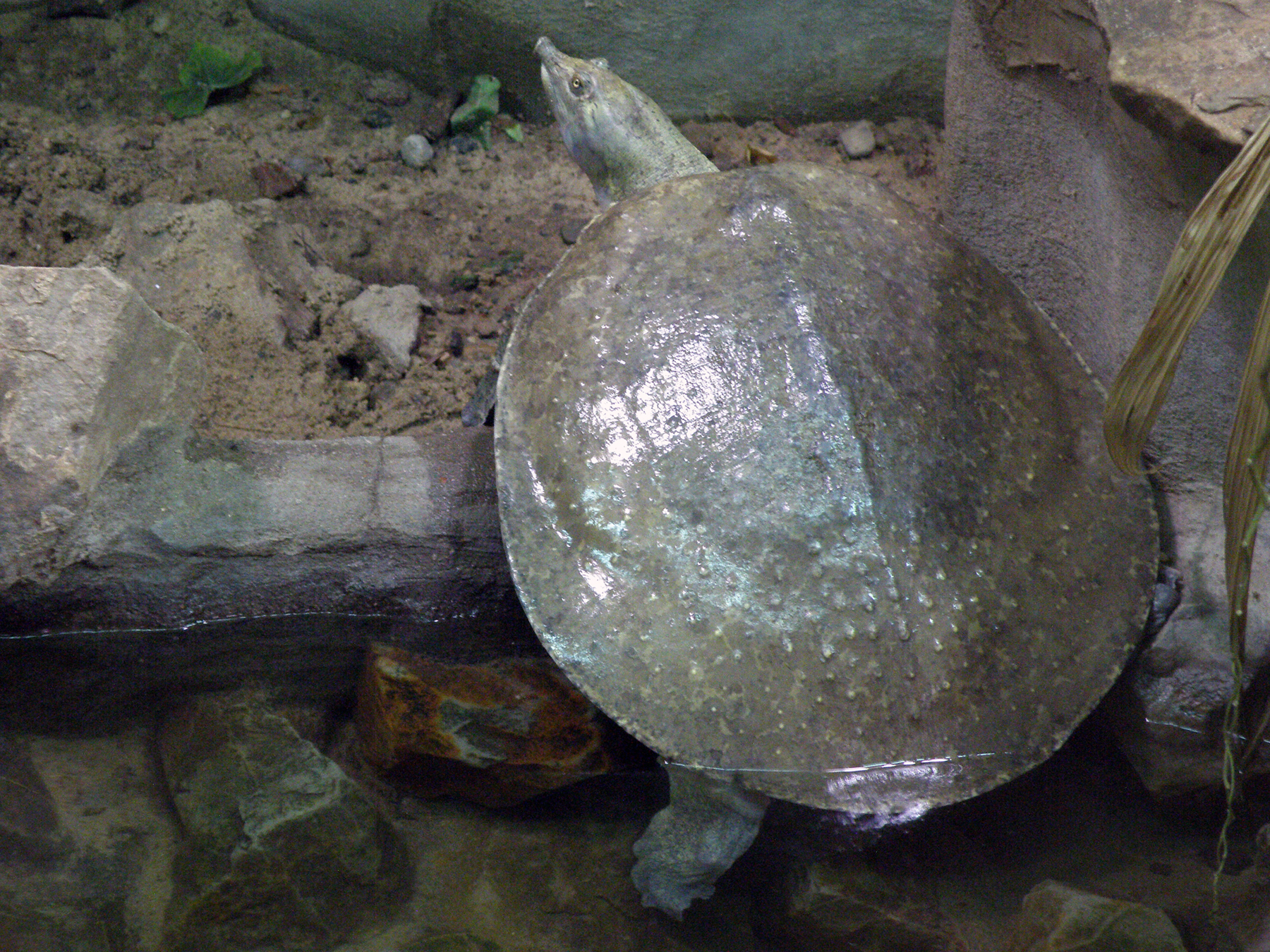